# A Transformers: Prime szereplőinek listája
Ez a cikk Transformers: Prime szereplőit sorolja fel.

## Autobotok

### Főszereplők
- Optimus Prime: Optimus Prime a nemes és lovagias vezetője Autobotoknak. Egy piros-kék nyerges vontatóvá tud átalakulni. Optimus régen Orion Pax nevű hivatalnok volt a Cybertron-on. Eredeti hangja: Peter Cullen. A harmadik évadban új alakja lesz, és egy felderítő dzsippé alakul át.
- Ratchet: Autobot orvos, egy piros-fehér mentővé képes átalakulni. Eleinte nyugtalanítja az emberek jelenléte, de nemsokára megbarátkozik Jackkal, Mikoval és Rafaelel. Optimus sokszor szólítja "öreg barátomnak", mivel már a háború előtt is ismerték egymást.
- Arcee: egy bátor női autobot, aki motorkerékpárrá alakul át. Jack gyámja, vele ismerkedik meg Jack anyja. Bár ő a legkisebb autobot, mégis nagyon erős.
- Bumblebee: egy fiatal autobot felderítő, aki egy fekete sárga sportkocsivá ("Urbana 500") tud átalakulni. Megatron Tiger Pax-en elfogta Bumblebeet és kitépte a hangképző szervét. Ezért ő csak csipogni tud. Rafael védelmezője, aki megérti Bumblebee csipogását. A harmadik évadban új fényezést kap, hogy ne fogják el az álcák. Bumblebee-t a 3. évadban Megatron lelövi, de Bee átmegy az Omega záron és feléled, ezek után Megatront Bee leszúrja Optimus Star Seber-ével. Ezután Bee újra tud beszélni, mert visszakapta a beszélő szervét.
- Bulkhead: egy autobot harcos, aki zöld kocsivá tud átalakulni. A háború előtt építőmunkás volt, de amint kitört csatlakozott a "Wreckers"-hez, ami egy autobot kommandós egység. Itt együtt harcolt Wheeljack-el, Seaspray-vel. Majd lemondott "Wreckers" jelvényéről és beállt Optimus vezetése alá. Bulkhead Miko Nakadai védelmezője.
- Wheeljack: egy fehér, piros sportautóvá alakul át. Bulkhead legjobb barátja és a "Wreckers" tagja. Jack-Hammer nevű hajójával keres az űrben autobot menekülteket. Többször is visszajön a Földre a Prime csapathoz, de csak a harmadik évadban csatlakozik hozzájuk véglegesen.
- Smokescreen: Egy fiatal és tapasztalatlan autobot. A Prime csapathoz a második évadban csatlakozik, miután megtalálta az utat a Földre, az álca hadihajóról menekülve. A harmadik évad ötödik részében új színe lesz.
- Ultra Magnus: A harmadik évadban jelenik meg. Szigorú és módszeres parancsnok, ragaszkodik a katonai protokollhoz. Kommandós osztagban szolgált. Ultra Magnus segítségével megtámadják az autobotok az álcákat. Egy piros-kék nyerges vontatóvá tud átalakulni.

### Elhunyt autobotok
- Cliffjumper: egy piros autóvá alakult át az 1. részben megöli Starscream. Arceeval beszélget rádión, Cliff talál egy halom energont, de az álcák is ott vannak. Az álcák rálőnek az energonra, Cliff felrobban, Starscream elé viszik az álcák, és Starscream megöli (később még lesz róla szó, mert Megatron rajta próbálja ki a Sötét Energont).
- Tailgate: Arcee társa. Airachnid ölte meg, mikor elfogták Arcee-val.

## Álcák

### Főszereplők
- Megatron: az álcák zsarnoki vezetője. Ezüst repülővé alakul át. A háború előtt még "Megatronus" nevet viseli, ekkor Kaon bajnoka volt, ahol gladiátorok harcolnak. Ekkor még Orion Pax és ő barátok voltak. Viszont amikor Megatron sötét útra lépett az útjaik elváltak és Megatron lett a sötét úr. Megatront a 3. évad végén Bumblebee leszúrta a Star Seberel. Majd a Predacons Rising-ben Unicorn feltámasztja.
- Starscream: Megatron másodparancsnoka. Egy ezüst vadászgéppé alakul át. Starscream mindig is Megatron helyére akart lépni. Az első évad végétől a második évad végéig Starscream bujdosik az egyik lezuhant álca szállítóhajó letört részében, mert a M.E.C.H. elveszi a T-magját. A második évad végén Starscream az omega kulcsokkal tér vissza Megatronhoz, aki visszafogadja őt az álcák közé.
- Soundwave: Az álcák szeme és füle, mindent felhackkel, minden rendszerbe betör. Megatron leghűségesebb katonája. Az Álcák megalakulása előtt is parancsnok volt. Járműalakja egy pilóta nélküli repülőgép.
  - Laserbeak: Soundwave "állatkája", Soundwave mellkasán helyezkedik el.
- Knock Out: Az álcák orvosa, egy piros versenyautóvá tud átalakulni.Kicsit kényes, nem szereti ha megkarcolják a zománcát. A Preadacons Rising végén átál az autobotokhoz, csatlakozik a Prime csapathoz.
- Shockwave: Ő Megatron másik másodparancsnoka, ő felel a tudományos részlegért. A 2. évad 17. részében tűnik fel először. Egy tudós. A 3. évadban ő alkotja meg az autobot vadászt, a Predacont. Járműalakja egy lila Cybertroni tank.
- Airachnid: Egy pókká és helikopterré átalakuló álca. Megatron másodtisztje amíg Starscream bujdosni kényszerül. Arceeval örökösen háborúznak mivel. Arcee meg akarja bosszulni Tailgate halálát. A 2. évad 10. részében sztázisba kerül. A 3. évad 8. részében kiszabadítja Silas/Cylas, Soundwave a Cybertron egyik holdjára küldi.

### Katonák
- Vehikonok: Álca harcosok. Jármű alakjuk egy autó vagy egy Cybertroni vadászgép.
- Insecticonok(inszektikon): Őrszemek, nagy bogarakká tudnak átalakulni, két lábuk és két kezük van. Nagy kezük mellett két kis karomban végződő csápjuk van. Az Insecticonok legnagyobb fegyvere a nagy kezük, ami a hatalmas karmuk miatt veszélyes fegyver. Emellett kis sugárvetőjük és pajzsuk is van.

### Elhunyt álcák
- Skyquake Dreadwing testvére az 1. évad 6. részében meghal. Bumblebee és Optimus öli meg őt. De Starscream feltámasztja őt sötét energonnal.
- Makeshift: 1. évad 8. részében Wheeljacket utánozza, de lebukik.
- Breakdown: Az Álcák verőlegénye, és Knock Out barátja. A 2. évad 7. részében Airachnid megöli. Egy kék terepjáróvá tud átalakulni.
- Hardshell: A legfélelmetesebb Insecticon. Mikó megöli Wheeljack hajójának fegyvereivel, ahelyett, hogy megszökne onnan és hagyná meghalni Wheeljack-et.
- Dreadwing: Skyquake testvére. A 2. évad 25. részében Megatron megöli, mert nem engedelmeskedik neki.

## Predakonok
Egy ősi kihalt Cybetroni faj (hasonlóan a Földön a dinoszauruszokhoz). Shockwave klónozza őket és a harmadik évadban hadsereget is akar belőlük építeni, hogy legyőzzék az autobotokat.
- Predaking
- Darksteel
- Skylynx
- Terrorcon Predacons

## Emberek

### Főszereplők
- Jack Darby: Jack egy 16 éves középiskolás diák. A védelmezője Arcee.
- Miko Nakadai: Miko egy 15 éves külföldi cserediák Tokióból (Japán). A védelmezője Bulkhead.
- Rafael "Raf" Esquivel: Raf egy rendkívül intelligens mégis félénk 12 éves fiú, aki széles körű ismeretekkel rendelkezik a számítógépek területén. A védelmezője Bumblebee.
- William Fowler különleges ügynök: Fowler ügynök a kormány képviselője, aki az összekötő az Autobotok és az Egyesült Államok kormánya között.
- June Darby: Jack anyja, kórházban dolgozó sürgősségi nővér.

### M.E.C.H.
Egy terroristaszervezet melynek vezetője az egykori zsoldos, Colonel Leland "Silas" Bishop.

### Egyéb emberek
- Sierra: Jack barátnője, egy iskolába járnak
- Vince: Jack verseny ellenfele, egy iskolába járnak.
- General Bryce

## Egyéb Cybertroniak
- Unikron: A káosz teremtője. Primus megöli őt a 13 prime segítségével, de ez nem elég, mert Unikron lesz a Föld magja. Optimus kioltja Unikron erejét a Vezetés Mátrixával, minek következtében egy időre elveszti az emlékezetét.De Jack és Arcee elhozzák azt a tárgyat, amivel visszakaphatják vezérüket.
- Terrorcons
- Alpha Trion: A Iaconi levéltár, kincsei és fegyverei őrzője és a Cybetronon. Smokescreen-t ő képezte ki és rejtette bele az utolsó cybetroni ereklyék egyikét. A Starseber-en keresztül üzen Optimusnak az utolsó ereklyékről.
- Scrapletek: egy cybertroni faj, ami fémet eszik. Így veszélyes mind az álcákra, mind az autobotokra

## Fordítás
Ez a szócikk részben vagy egészben  a   List of Transformers: Prime characters című angol Wikipédia-szócikk fordításán alapul.  Az eredeti cikk szerkesztőit annak laptörténete sorolja fel. Ez a jelzés csupán a megfogalmazás eredetét és a szerzői jogokat jelzi, nem szolgál a cikkben szereplő információk forrásmegjelöléseként.